# Igor Sergejewitsch Gusenko

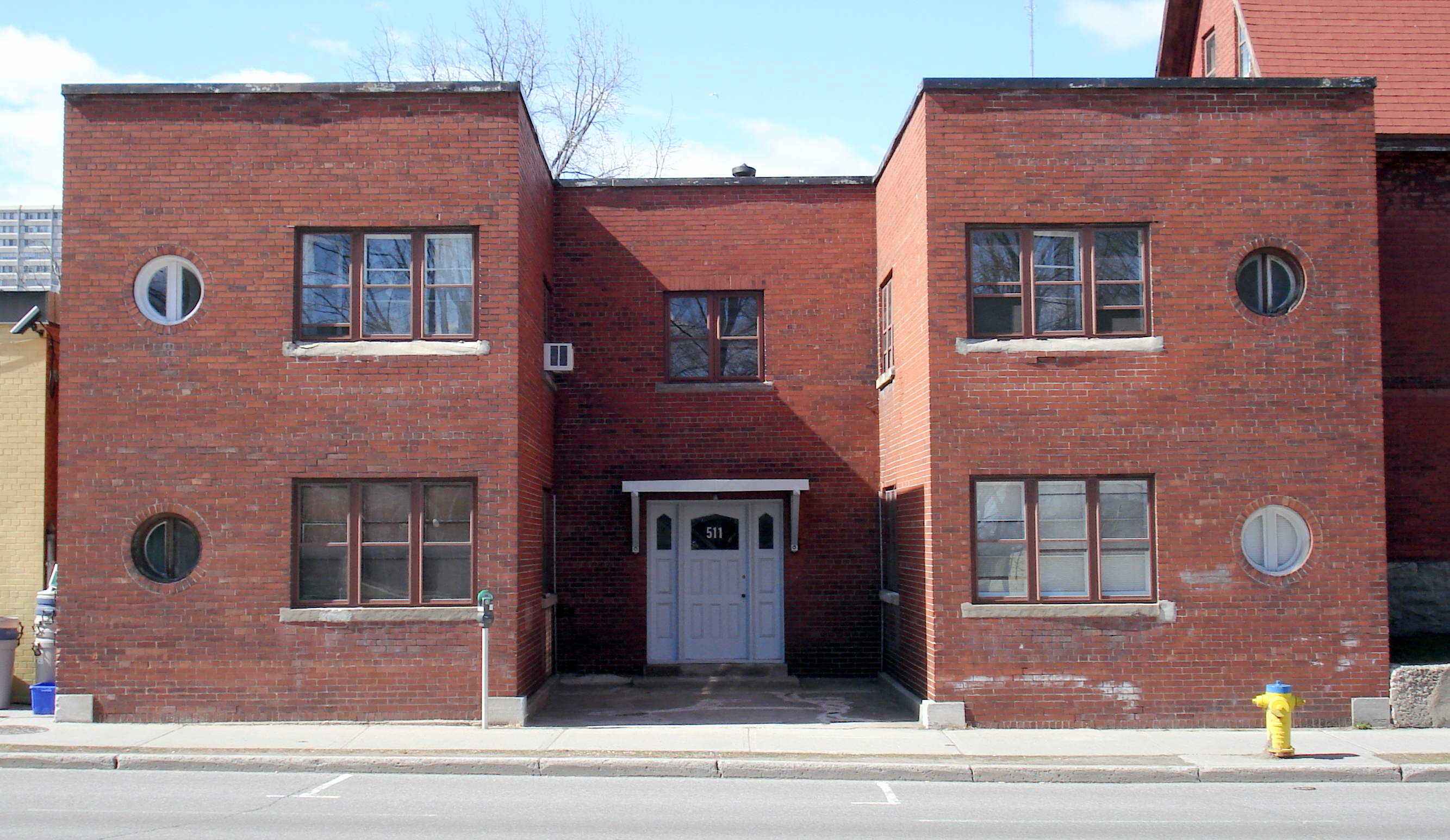
Gusenkos Wohnung, in welcher er 1945 in Ottawa lebte

Igor Sergejewitsch Gusenko, auch Gouzenko, (russisch Игорь Сергеевич Гузенко; * 13. Januar 1919 in Rogatschewo, Oblast Moskau; † 25. Juni 1982 in Mississauga, Kanada) war ein sowjetischer Kryptograf an der Botschaft in Ottawa, Kanada.
Er deckte sowjetische Spionage-Aktivitäten zur Erlangung nuklearen Know-hows auf, indem er den Westalliierten am 5. September 1945 als Überläufer 109 Geheimdokumente, teilweise von Josef Stalin unterzeichnet, übergab. Durch ihn wurde erstmals bekannt, dass sowjetische Schläfer-Agenten jahrelang getarnt lebten, bevor sie aktiv wurden. Zu den von ihm aufgedeckten Agenten gehörte auch der britische, in Kanada am alliierten Atombombenprojekt beschäftigte Physiker Alan Nunn May, der der Sowjetunion sogar Proben von Uranisotopen übergab. Er wurde im März 1946 verhaftet und zu zehn Jahren schwerer Arbeit verurteilt, kam aber schon 1952 wieder frei.
Nach dem Ende des Zweiten Weltkriegs veränderte die Gusenko-Affäre die Haltung der Westalliierten zur Sowjetunion, begünstigte einen Konfrontationskurs und damit den Kalten Krieg.
Gusenko war der Sohn armer Bauern und studierte Architektur. Im Zweiten Weltkrieg war er Pionieroffizier und trat dann dem militärischen Nachrichtendienst der Roten Armee bei. Als ziviler Chiffrierexperte war er ab Juni 1943 dem Militärattaché an der sowjetischen Botschaft in Ottawa, dem Obersten Nikolai Sabotin zugeteilt, der in Kanada einen Spionagering aufgebaut hatte. Gusenko und seiner Frau gefiel es in Kanada, und vor seiner geplanten Rückkehr in die Sowjetunion ging er mit seinen Dokumenten, die ihn als Überläufer glaubwürdig machen sollten, zuerst zur kanadischen Zeitung „Ottawa Journal“ und bat um Weitervermittlung und Schutz. Dort wies man ihn zunächst ab. Erst am nächsten Morgen wurde er in Polizeischutz genommen, nachdem Angehörige der sowjetischen Botschaft seine Wohnung durchsucht hatten.